# Jan Michalski (rektor)
Jan Michalski (ur. 1621 w Małopolsce, zm. 4 września 1694 w Krakowie) – rektor Uniwersytetu Jagiellońskiego w latach 1689–1690.

## Życiorys
Urodził się w 1621 roku w Małopolsce. W 1689 roku objął funkcję rektora Uniwersytetu Jagiellońskiego. Funkcję tę przestał pełnić w 1690 roku. 
Zmarł 4 września 1694 w Krakowie. Został pochowany na terenie Kościoła św. Floriana w Krakowie.